# Elachista atricomella
Elachista atricomella là một loài bướm đêm thuộc họ Elachistidae. Loài này có ở châu Âu.
Sải cánh dài khoảng 12 mm. The moth gặp ở tháng 5 đến tháng 9 tùy theo địa điểm.
The larvae mines the leaves of Dactylis glomerata.

## Hình ảnh

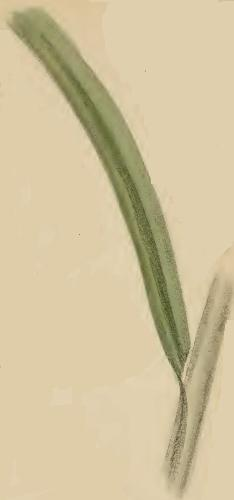
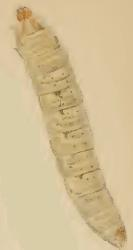
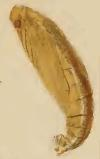
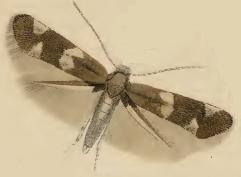